# Chamaeleo calyptratus
Chamaeleo calyptratus, познат като йеменски хамелеон, е вид влечуго от семейство Хамелеонови (Chamaeleonidae). Видът не е застрашен от изчезване.

## Разпространение и местообитание
Разпространен е в Йемен и Саудитска Арабия. Внесен е в САЩ.
Обитава гористи местности, пустинни области, планини, възвишения, градини, долини, храсталаци, дюни и плата в райони с умерен климат.

## Описание
Популацията на вида е стабилна.